# Nastri d'argento 2000
La cerimonia di premiazione della 55ª edizione dei Nastri d'argento si è svolta il 2 luglio 2000 presso il Teatro Antico di Taormina, in apertura del Taormina Film Fest.
Il film che ha conquistato il maggior numero di premi (cinque) è stato Pane e tulipani di Silvio Soldini.

## Vincitori e candidati
I vincitori sono indicati in grassetto, a seguire gli altri candidati.

### Regista del miglior film italiano
- Silvio Soldini - Pane e tulipani
- Marco Bechis - Garage Olimpo
- Mimmo Calopresti - Preferisco il rumore del mare
- Gabriele Muccino - Come te nessuno mai
- Ricky Tognazzi - Canone inverso - Making Love

### Miglior regista esordiente
- Alessandro Piva - LaCapaGira
- Piergiorgio Gay e Roberto San Pietro - Tre storie
- Giovanni Davide Maderna - Questo è il giardino
- Lucio Pellegrini - E allora mambo!
- Fabio Segatori - Terra bruciata

### Miglior produttore
- Giuseppe Tornatore - Il manoscritto del Principe
- Valerio Bariletti, Umberto Massa e Alessandro Piva - LaCapaGira
- Domenico Procacci - Come te nessuno mai
- Amedeo Pagani - Garage Olimpo
- Tilde Corsi e Gianni Romoli - Harem Suare

### Miglior soggetto
- Silvia Tortora - Un uomo perbene
- Marco Bechis e Lara Fremder - Garage Olimpo
- Francesco Bruni e Paolo Virzì - Baci e abbracci
- Leonardo Fasoli e Gianluca Maria Tavarelli - Un amore
- Gabriele Muccino, Silvio Muccino e Adele Tulli - Come te nessuno mai

### Migliore sceneggiatura
- Doriana Leondeff e Silvio Soldini - Pane e tulipani
- Antonio e Pupi Avati - La via degli angeli
- Bernardo Bertolucci e Clare Peploe - L'assedio
- Enzo Monteleone e Angelo Orlando - Ormai è fatta!
- Gabriele Muccino e Adele Tulli - Come te nessuno mai

### Migliore attrice protagonista
- Licia Maglietta - Pane e tulipani
- Margherita Buy - Fuori dal mondo
- Valentina Cervi - La via degli angeli
- Francesca Neri - Il dolce rumore della vita
- Teresa Saponangelo - In principio erano le mutande

### Migliore attore protagonista
- Silvio Orlando - Preferisco il rumore del mare
- Gianni Cavina - La via degli angeli
- Francesco Giuffrida e Gianmarco Tognazzi - Prime luci dell'alba
- Carlo Verdone - C'era un cinese in coma
- Luca Zingaretti - L'anniversario

### Migliore attrice non protagonista
- Marina Massironi - Pane e tulipani
- Antonella Attili - Prima del tramonto
- Rosalinda Celentano - Il dolce rumore della vita
- Maya Sansa - La balia
- Lunetta Savino - Liberate i pesci!

### Migliore attore non protagonista
- Felice Andreasi - Pane e tulipani
- Carlo Croccolo - Il guerriero Camillo
- Fiorello, Ivano Marescotti e Sergio Rubini - Il talento di Mr. Ripley (The Talented Mr. Ripley)
- Leo Gullotta - Un uomo perbene
- Emilio Solfrizzi e Francesco Paolantoni - Liberate i pesci!

### Migliore musica
- Ennio Morricone - Canone inverso - Making Love
- Piccola Orchestra Avion Travel - La guerra degli Antò
- Pino Daniele - Amore a prima vista
- Nicola Piovani - La fame e la sete
- Alessio Vlad - L'assedio

### Migliore fotografia
- Dante Spinotti - Insider - Dietro la verità (The Insider)
- Gian Enrico Bianchi - LaCapaGira
- Luca Bigazzi - Pane e tulipani e Questo è il giardino
- Fabio Cianchetti - Canone inverso - Making Love
- Giuseppe Lanci - La balia

### Migliore scenografia
- Dante Ferretti - Al di là della vita (Bringing Out the Dead) e Titus
- Luciana Arrighi - Anna and the King
- Francesco Bronzi - Canone inverso - Making Love
- Bruno Cesari - Il talento di Mr. Ripley (The Talented Mr. Ripley)
- Gianni Silvestri - L'assedio e Il dolce rumore della vita

### Migliori costumi
- Anna Anni e Alberto Spiazzi - Un tè con Mussolini
- Antonella Berardi - Liberate i pesci!
- Luigi Bonanno - Amor nello specchio
- Eva Coen - E allora mambo!
- Gino Persico - Ferdinando e Carolina

### Migliore montaggio
- Carla Simoncelli - Canone inverso - Making Love
- Carlotta Cristiani - Pane e tulipani
- Alessandro Piva e Thomas Woschitz - LaCapaGira
- Jacopo Quadri - Garage Olimpo e Baci e abbracci
- Cecilia Zanuso - Ormai è fatta!

### Regista del miglior film straniero
- Sam Mendes - American Beauty
- Paul Thomas Anderson - Magnolia
- Tim Burton - Il mistero di Sleepy Hollow (Sleepy Hollow)
- Spike Jonze - Essere John Malkovich (Being John Malkovich)
- Goran Paskaljevic - La polveriera (Bure baruta)

### Miglior doppiaggio femminile
- Tatiana Dessi - voce di Hilary Swank in Boys Don't Cry

### Miglior doppiaggio maschile
- Roberto Chevalier - voce di Tom Cruise in Magnolia

### Miglior cortometraggio
- Per sempre di Chiara Caselli

### Miglior produttore di cortometraggi
- Dario De Luca e Fabrizio Bentivoglio - Tipota ed Il bambino con la pistola

### Nastro d'argento speciale
- Tom Cruise
- Vittorio Gassman (postumo)

### Nastro d'argento europeo
- Claudia Cardinale